# Isestraße 89, 91, 93, 95

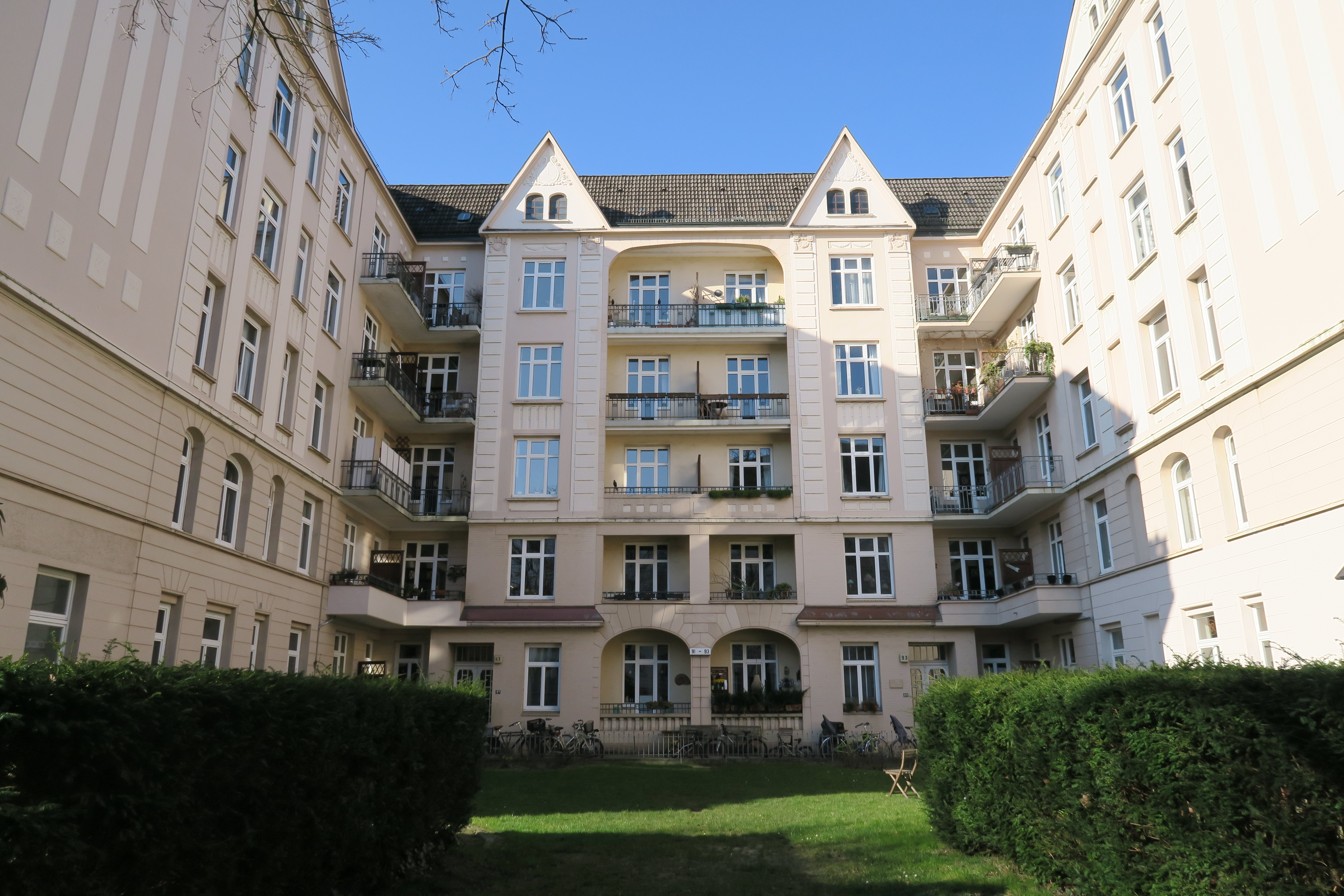
Ansicht der Hamburger Burg

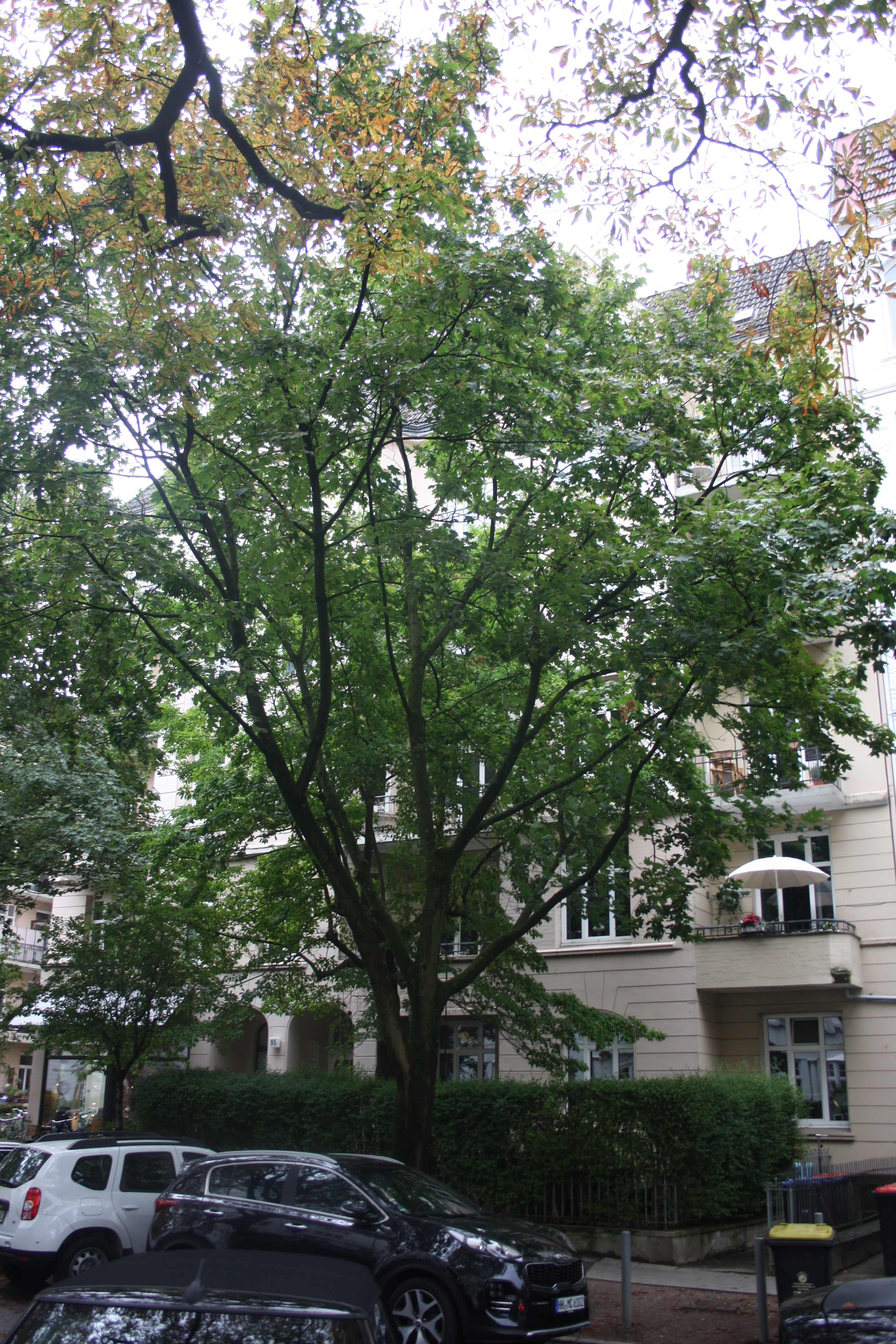
Ansicht Haus Nr. 95 (Ostseite der Hamburger Burg)

Das Gebäude Isestraße 89, 91, 93, 95 ist ein denkmalgeschütztes Wohnhaus vom Typ Hamburger Burg im Hamburger Stadtteil Harvestehude. Der viergeschossige Etagenbau wurde in den Jahren 1910/11 nach Plänen des Architekten Hermann J. Jahnke errichtet.

## Lage
Das Haus liegt im nordöstlichen Abschnitt der Isestraße, östlich des Hochbahnviadukts der Linie U3. Die vier Gebäudeteile des Hauses gruppieren sich hufeisenförmig um einen tiefgeschnittenen, begrünten zur Straße geöffneten Hof. Der westliche (Haus Nr. 89) und östliche (Haus Nr. 95) sind baulich mit den Nachbarhäusern verbunden. Die rückwärtige Seite der Häuser Nr. 91 und Nr. 93 öffnet sich zum Isebekkanal.

## Geschichte
Das Haus steht auf ehemaligem Besitz des Klosters Herwardeshude der Zisterzienserinnen. Ein 1906, nach der Kanalisierung der Isebek aufgestellter städtischer Bebauungsplan leitete die Erschließung des Geländes ein und schrieb eine einheitliche Bebauung vor. Ein dafür gebildetes Konsortium (Klosterland-Konsortium) beauftragte den Architekten Hermann J. Jahnke mit der Errichtung der Häuser Isestraße 81, 83. 85, 87 sowie Isestraße 89, 91, 93, 95.

## Gestaltung
Jahnke verband die moderne Gesamtstruktur des Aufrisses mit historisierenden, gründerzeitlichen Schmuckelementen. Die verputzte Fassade wird gegliedert durch Risalite und Balkonnischen.

## Denkmalschutz
Die vier Häuser wurden 2012 zunächst getrennt als Einzeldenkmäler in die Denkmalliste der Stadt Hamburg eingetragen (Denkmal-Nr. 19231 (Nr. 89), Denkmal-Nr. 19232 (Nr. 91), Denkmal-Nr. 19233 (Haus Nr. 93), Denkmal-Nr. 20011 (Nr. 95)). In einer revidierten Fassung der Denkmalliste wurden die vier Objekte unter der Denkmal-Nr. 20011 zusammengefasst. Zudem gilt für sie als konstituierender Teil eines Ensembles von Häusern (Isestraße 7/31, 33/73, 77/95, 109/139, Isestraße 76/98, Oderfelder Straße 21, Eppendorfer Baum 19, Klosterallee 67) Ensembleschutz (Denkmal-Nr. 30563).

## Stolpersteine
Vor dem Zweiten Weltkrieg bildete die Isestraße einen Mittelpunkt des bürgerlichen jüdischen Lebens in Hamburg. Während der Zeit des Nationalsozialismus wurden mehrere jüdische Bewohner des Hauses deportiert und Opfer des Holocaust. An sie erinnern zwölf Stolpersteine.

Haus Nr. 91
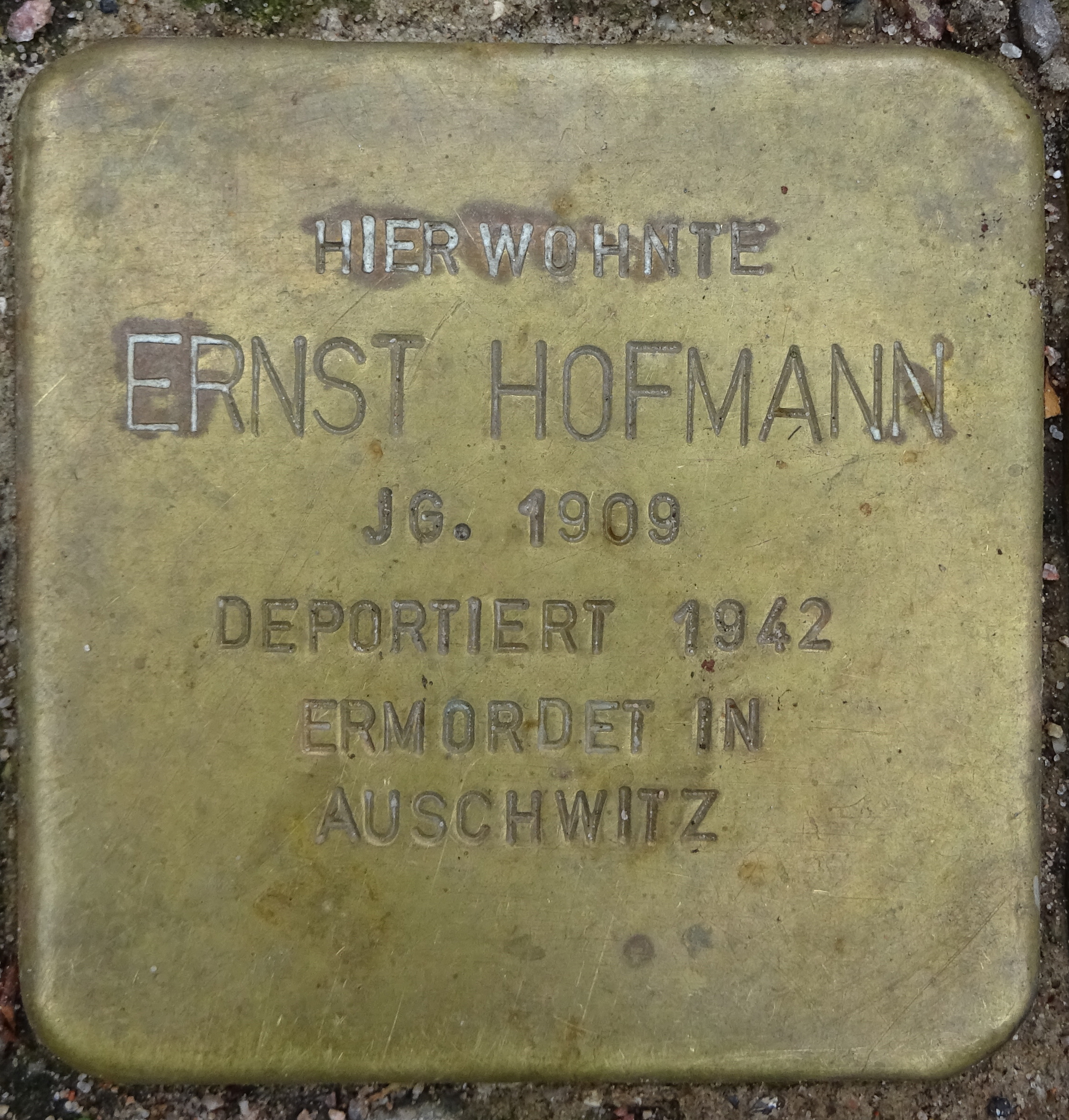
Ernst Hofmann
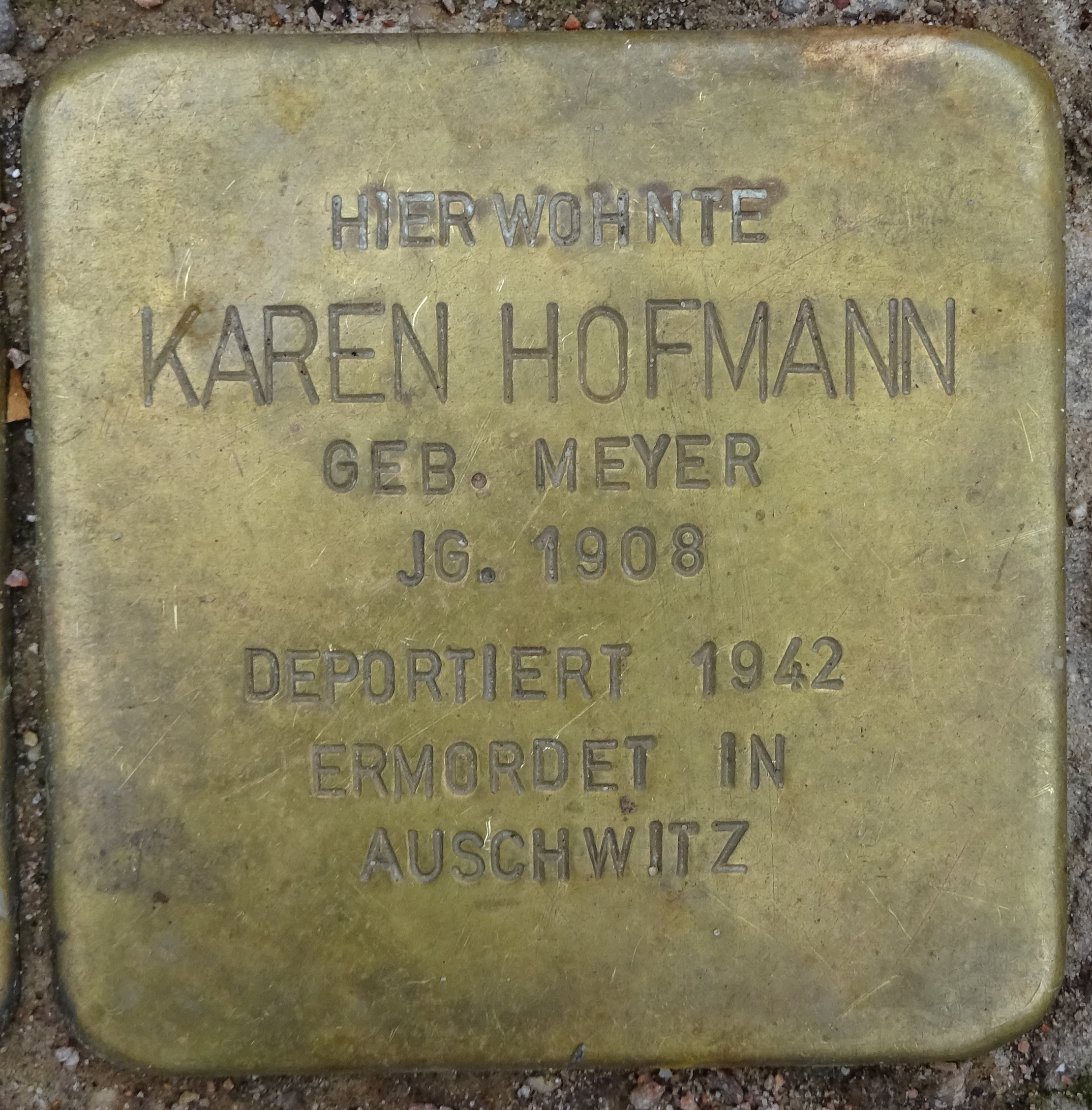
Karen Hofmann
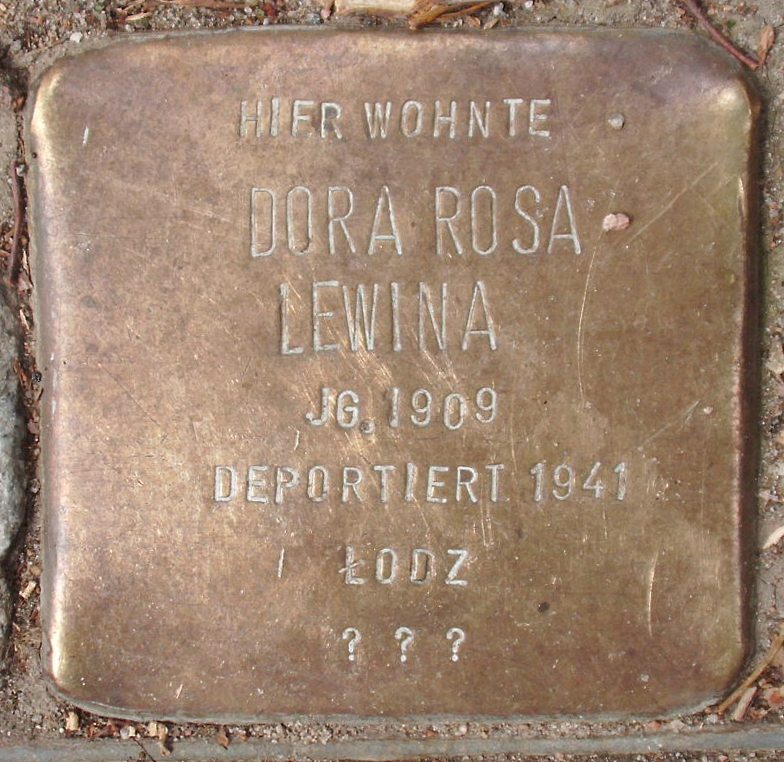
Dora Rosa Lewina
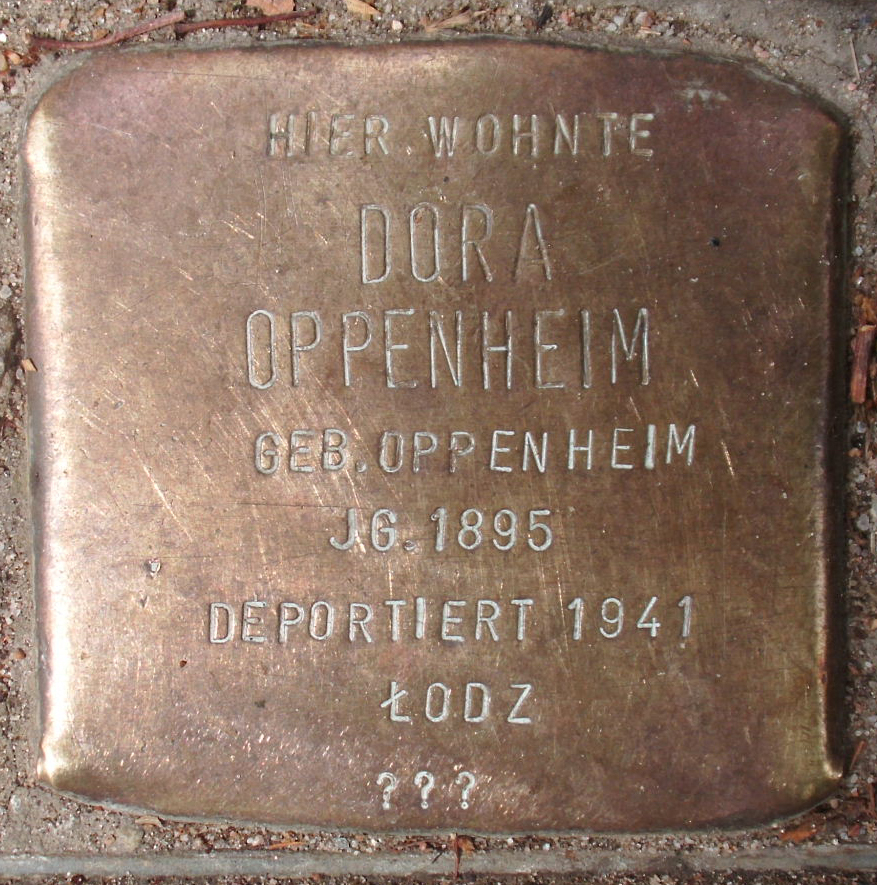
Dora Oppenheim
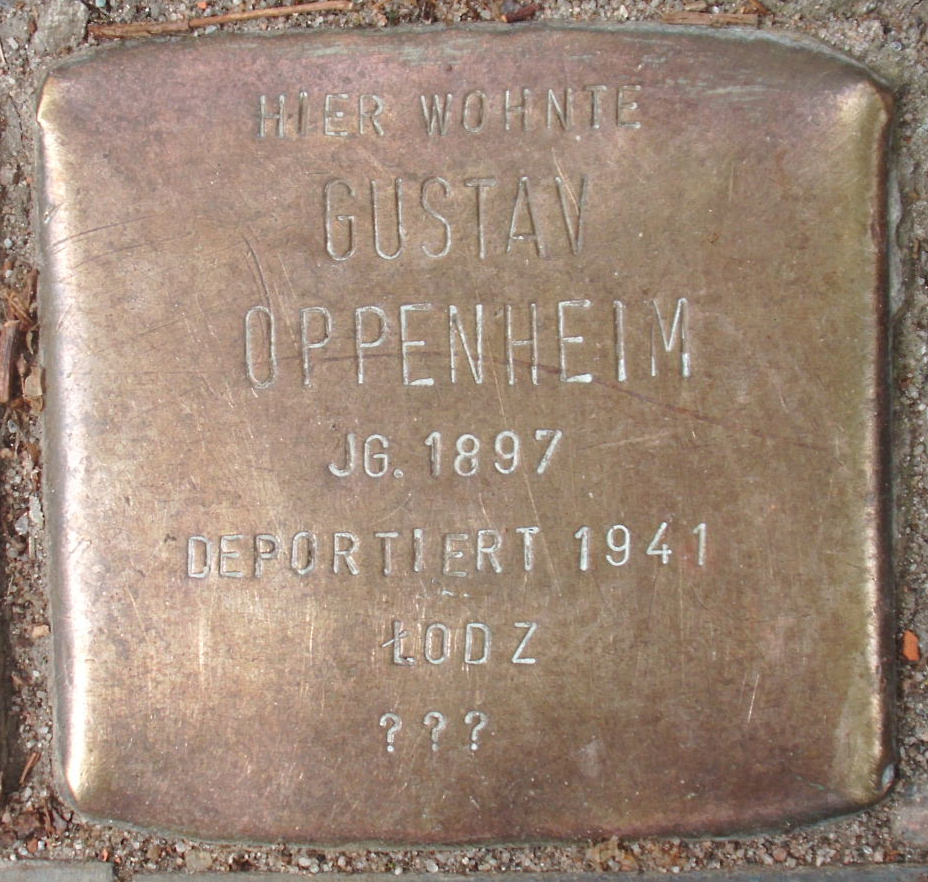
Gustav Oppenheim
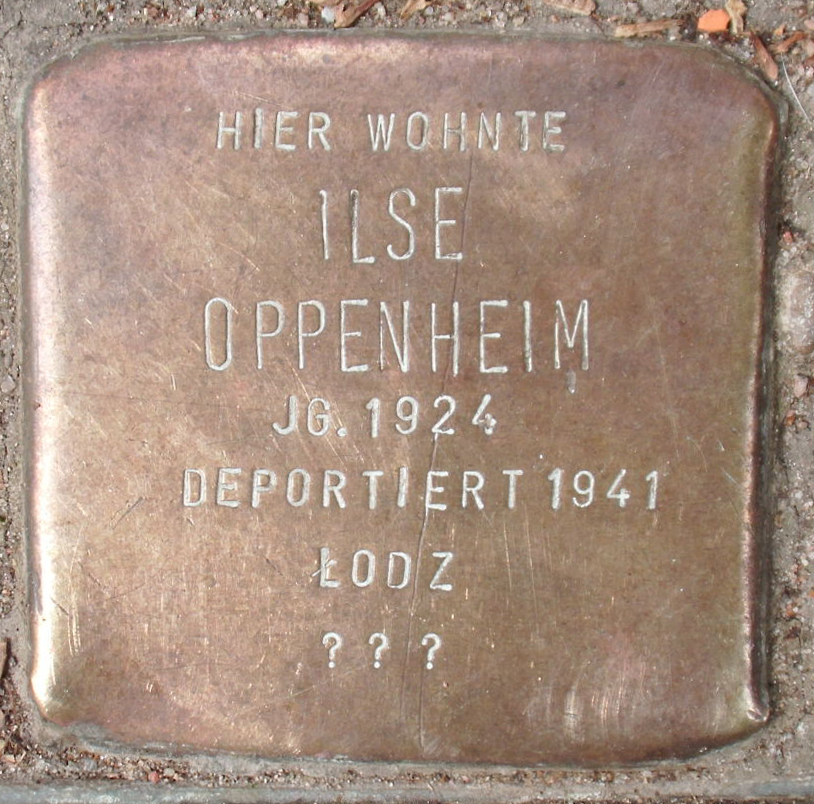
Ilse Oppenheim

Haus Nr. 93
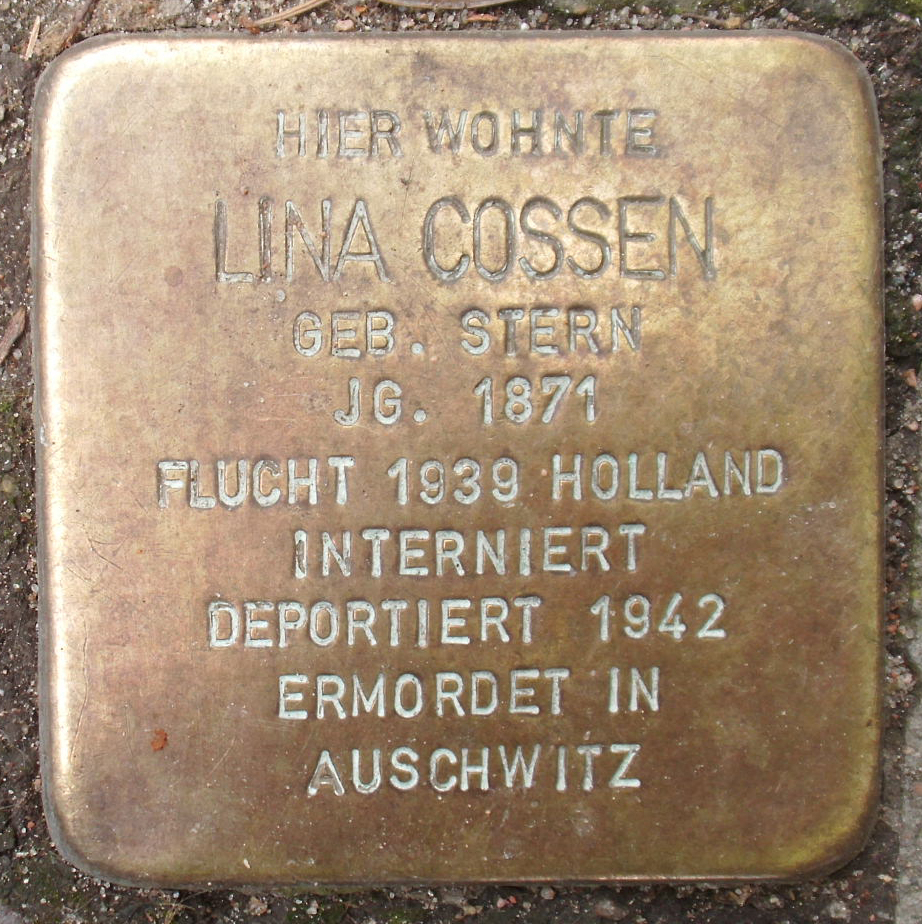
Lina Cossen
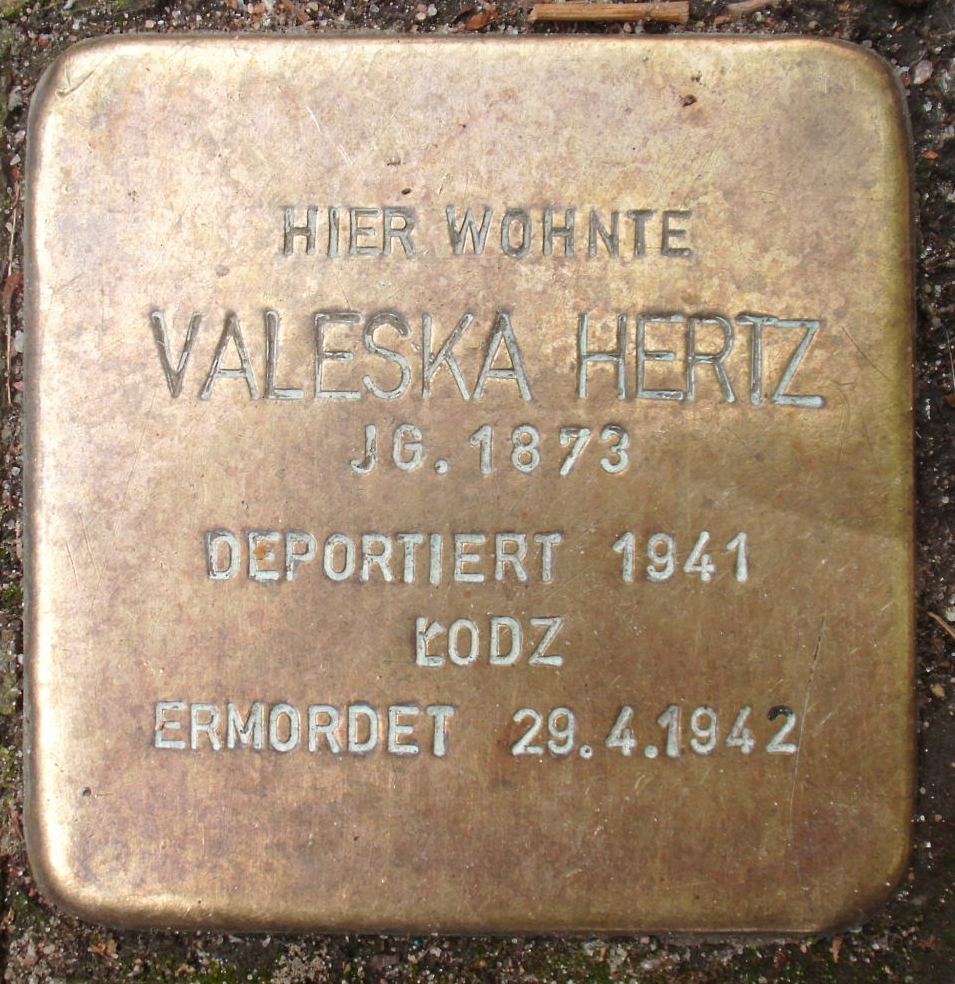
Valeska Hertz
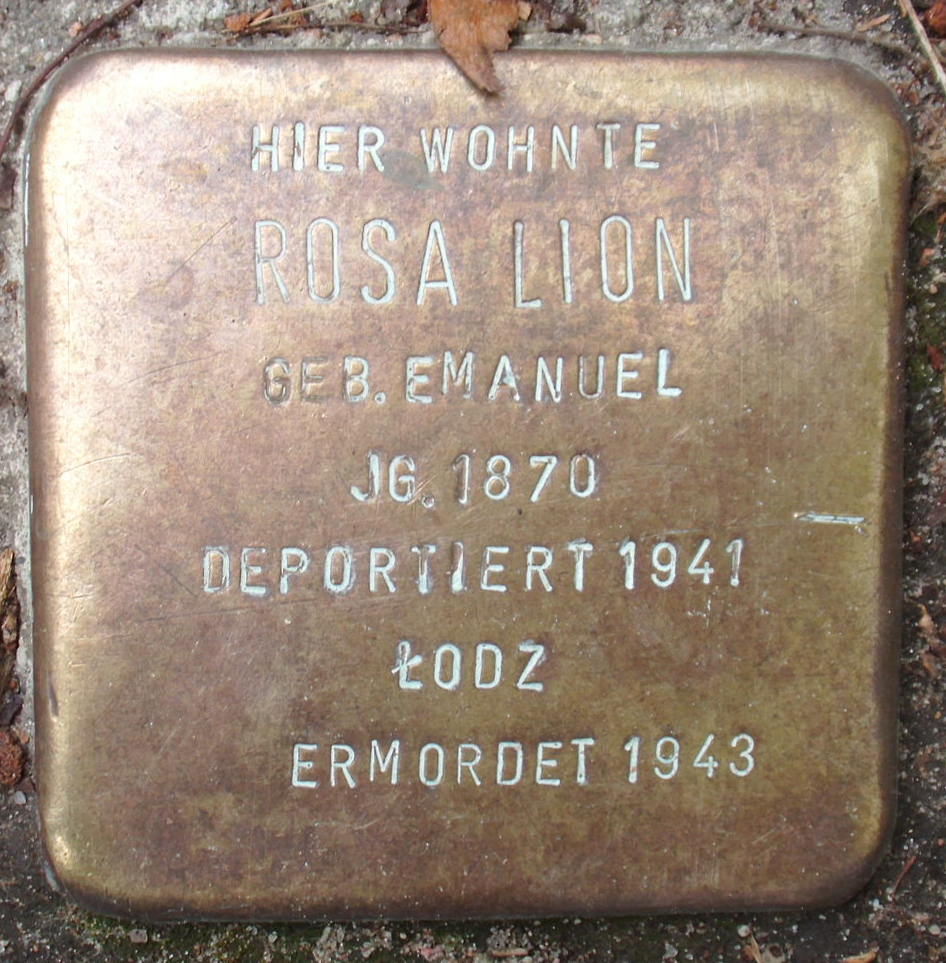
Rosa Lion
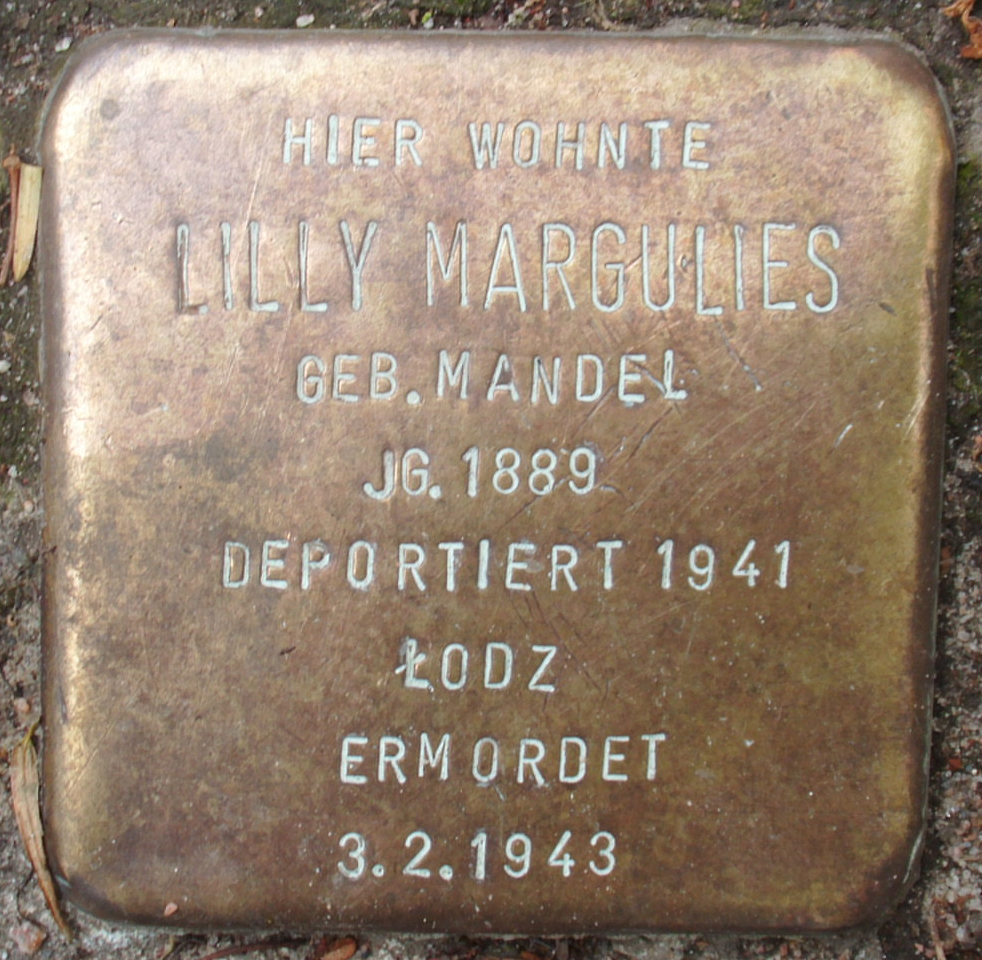
Lilly Margulies
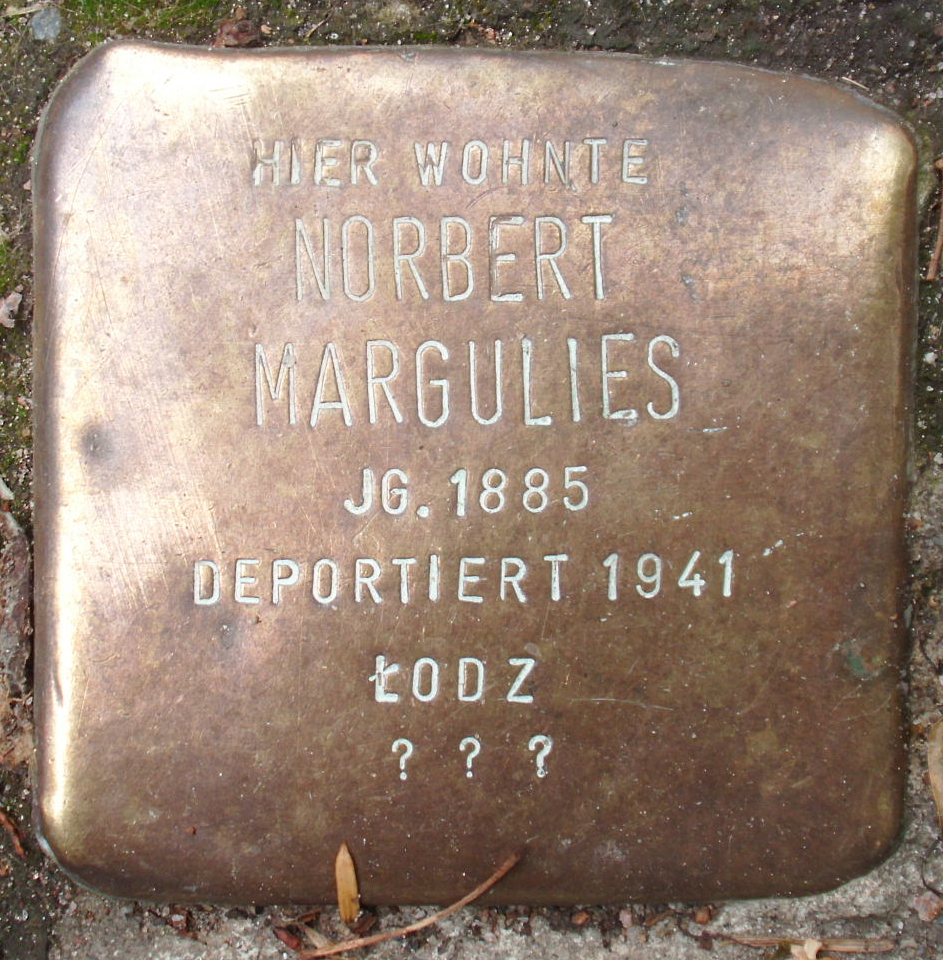
Norbert Margulies
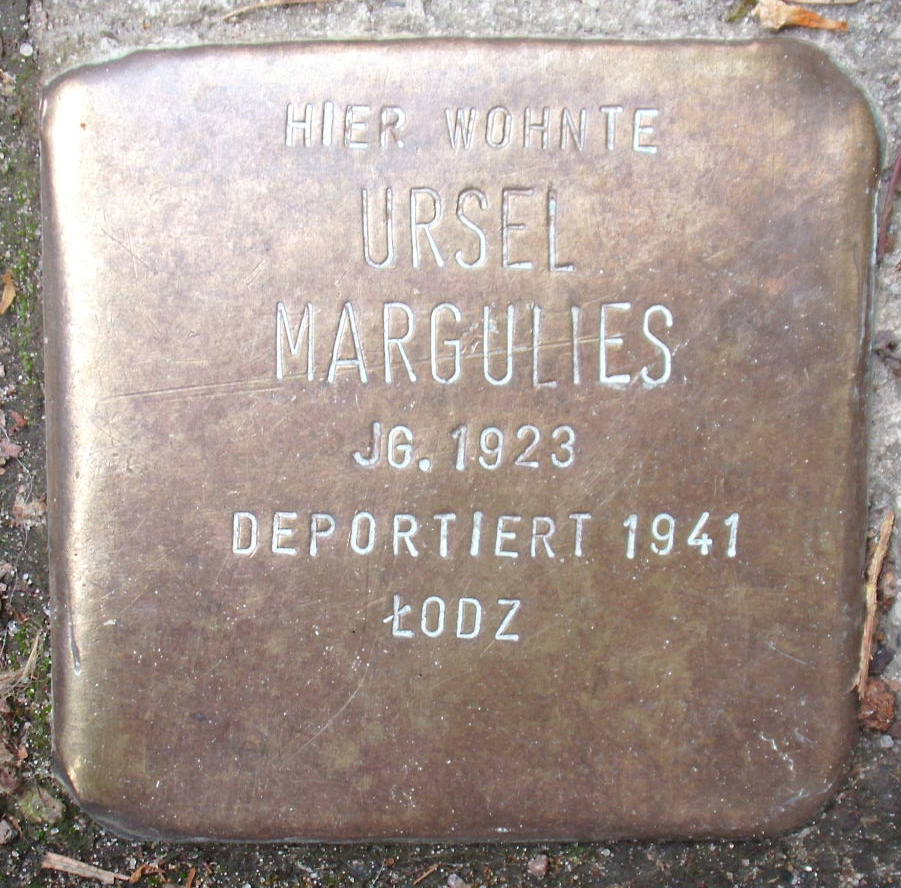
Ursel Margulies

## Bekannte Bewohner
In den 1910er Jahren lebte im Haus Nr. 95 die Schauspielerin Marie Ferron. Die deutsche Bundeskanzlerin Angela Merkel lebte dort 1954 die ersten sechs Wochen nach ihrer Geburt und Entlassung aus dem Elim-Krankenhaus zusammen mit ihrer Mutter Herlind Kasner in der Wohnung ihrer Großmutter Gertrud Jentzsch, ehe Herlind Kasner mit ihrer Tochter ihrem Mann Horst nach Quitzow folgte.